# 橋下条村
橋下条村（はしげじょうむら）は、かつて富山県射水郡にあった村。

## 沿革
- 1889年（明治22年）4月1日 - 町村制の施行により、射水郡橋下条村、橋下条新村及び日宮新村の区域をもって、射水郡橋下条村が発足する。
- 1942年（昭和17年）6月8日 - 射水郡小杉町に編入する。